# Сеглін Анатолій Володимирович
Анатолій Володимирович Сеглін (рос. Анатолий Владимирович Сеглин; нар. 12 серпня 1922, Москва, РРФСР — пом. 10 березня 2009, Москва, Росія) — радянський хокеїст, футболіст, тренер та хокейний арбітр.

## Гравець
За футбольну команду «Спартака» виступав з 1942 по 1952 рік. Бронзовий призер чемпіонату 1948. Всього у чемпіонатах СРСР провів 83 матчі. Двічі здобував кубок СРСР (1947, 1950). 1948 року грав у фіналі цього турніру.
Один з найкращих захисників радянського хокею повоєнного часу. У складі з «Спартака» виграв одну срібну та одну бронзову нагороду національного чемпіонату. Більшість часу грав у парі з Борисом Соколовим. У сезоні 1953/54 був граючим тренером клубу ім. К. Маркса. Всього у чемпіонаті СРСР провів 110 матчів (37 голів).
Гравець збірної Москви, яка взимку 1948 року проводила серію матчів з найсильнішою європейською клубною командою того часу, празьким ЛТЦ. Брав участь в усіх трьох матчах.

## Тренер і арбітр
В чемпіонаті 1955 року працював головним тренером команди з Електросталі. три сезони очолював з московський «Спартак» (1955–1958).
З 1960 по 1970 рік — хокейний арбітр, суддя всесоюзної та міжнародної категорій. Працював на чемпіонатах світу (1965–1970). Сім разів обирався до десятки найкращих хокейних арбітрів. Обслуговував перший офіційний матч київського «Динамо» проти СКА (Куйбишев).

## Нагороди та досягнення
Нагороджений медаллю ордена «За заслуги перед Вітчизною» II ступеня (1995).
| Нагороди                         | Команда            | Кіл. | Роки       |
| -------------------------------- | ------------------ | ---- | ---------- |
| Чемпіонат СРСР з хокею із шайбою |                    |      |            |
| Срібло                           | «Спартак» (Москва) | 1    | 1948       |
| Бронза                           | «Спартак» (Москва) | 1    | 1947       |
| Чемпіонат СРСР з футболу         |                    |      |            |
| Бронза                           | «Спартак» (Москва) | 1    | 1948       |
| Кубок СРСР з футболу             |                    |      |            |
| Володар                          | «Спартак» (Москва) | 2    | 1947, 1950 |
| Фіналіст                         | «Спартак» (Москва) | 1    | 1948       |